# Țibănești (okręg Jassy)
Țibănești – wieś w Rumunii, w okręgu Jassy, w gminie Țibănești. W 2011 roku liczyła 1910 mieszkańców.